# Mary Robison
Mary Cennamo Robison (Washington, 14 gennaio 1949) è una scrittrice statunitense.

## Biografia
Nata Mary Cennamo Reiss a Washington nel 1949 dall'avvocato Anthony Cennamo e dalla psicologa F. Elizabeth Reiss, vive e lavora a Gainesville, in Florida.
Dopo aver conseguito un Master of Arts nel 1977 all'Università Johns Hopkins ha pubblicato la sua prima raccolta di racconti, Days, nel 1979 e successivamente ha dato alle stampe 4 romanzi e altre 3 collezioni di short stories.
Considerata tra le fondatrice del minimalismo statunitense assieme a scrittori quali Amy Hempel, Raymond Carver e Frederick Barthelme, nel 2009 le è stato conferito il Premio Rea per il racconto alla carriera del valore di 30000 dollari.

## Opere

### Raccolte di racconti
- Days (1979)
- Guida alla notte per principianti (An Amateur's Guide to the Night, 1983), Roma, Racconti, 2021 traduzione di Sara Reggiani ISBN 978-88-99767-61-7.
- Believe Them (1988)
- Dimmi (Tell Me, 2002), Roma, Minimum Fax, 2004 traduzione di Mario Fillioley ISBN 88-7521-027-6.

### Romanzi
- Oh! (1981)
- Subtraction (1991)
- Why Did I Ever? (2001)
- One D.O.A., One On the Way (2009)

## Adattamenti cinematografici
- Twister regia di Michael Almereyda (1989)

## Premi e riconoscimenti
- Guggenheim Fellowship: 1980[8]
- Los Angeles Times Book Prize: 2001 vincitrice nella categoria "Fiction" con Why Did I Ever?
- Premio Rea per il racconto: 2009 alla carriera